# Gymnastiek op de Olympische Zomerspelen 2012 – Vloer mannen
De vloer voor de mannen op de Olympische Zomerspelen 2012 in Londen vond plaats op 28 juli (kwalificatie) en op 5 augustus (finale). De Chinees Zou Kai won het onderdeel voor de Japanner Kōhei Uchimura die het zilver pakte en de Rus Denis Abljazin die het brons won.

## Format
Alle deelnemende turners moesten een kwalificatie-oefening turnen. De beste acht deelnemers gingen door naar de finale. Echter mochten er maximaal twee deelnemers per land in de finale komen. De scores van de kwalificatie werden bij de finale gewist, en alleen de scores die in de finale gehaald werden, telden voor de einduitslag.

## Uitslag

### Finale
- D-score; de moeilijkheidsgraad van de oefening
- E-score; de uitvoeringsscore van de oefening
- Straf; straffen die zijn gegeven door de jury
- Totaal; D-score + E-score - straf geeft de totaalscore

| Rang   | Naam               | Land | D-score | E-score | Straf  | Totaal  |
| ------ | ------------------ | ---- | ------- | ------- | ------ | ------- |
| Goud   | Zou Kai            | CHN  | 6.900   | 9.033   |        | 15.933  |
| Zilver | Kōhei Uchimura     | JPN  | 6.700   | 9.100   |        | 15.800  |
| Brons  | Denis Abljazin     | RUS  | 7.100   | 8.700   |        | 15.800  |
| 4      | Tomás González     | CHI  | 6.500   | 8.866   |        | 15.366  |
| 5      | Jacob Dalton       | USA  | 6.400   | 8.933   |        | 15.3331 |
| 6      | Alexander Shatilov | ISR  | 6.600   | 8.733   |        | 15.333  |
| 7      | Flavius Koczi      | ROU  | 6.700   | 8.500   | -0.100 | 15.100  |
| 8      | Marcel Nguyen      | GER  | 6.600   | 8.466   | -0.100 | 14.966  |

1 Bij een gelijke score wint degene met de hoogste E-score.